# Kosuke Kitani
Kosuke Kitani (født 9. oktober 1978) er en tidligere japansk fodboldspiller.
Han har spillet for flere forskellige klubber i sin karriere, herunder Omiya Ardija, Vegalta Sendai, Sagan Tosu og FC Gifu.